# Bagnet Mle 1886

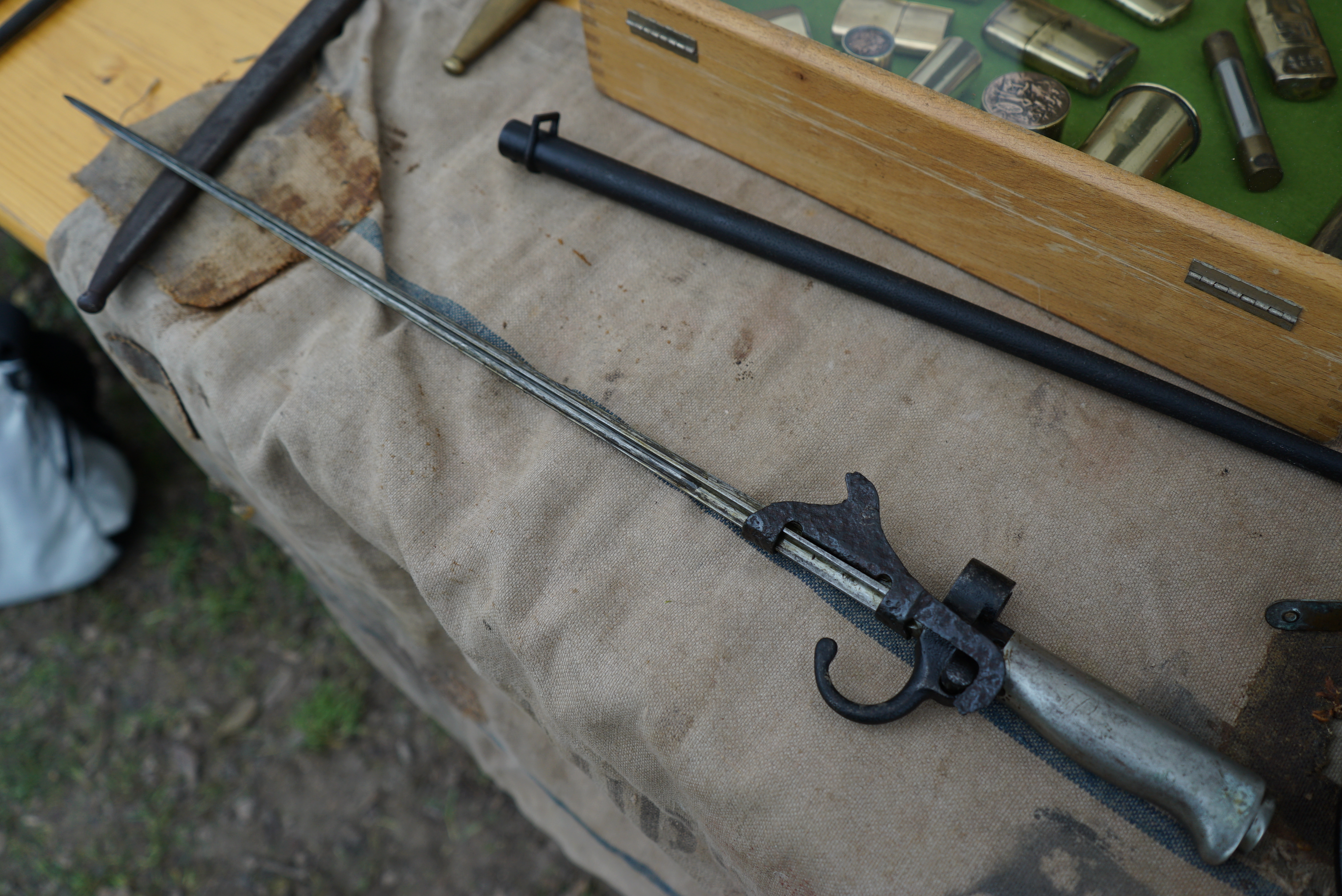
Bagnet Mle 1886

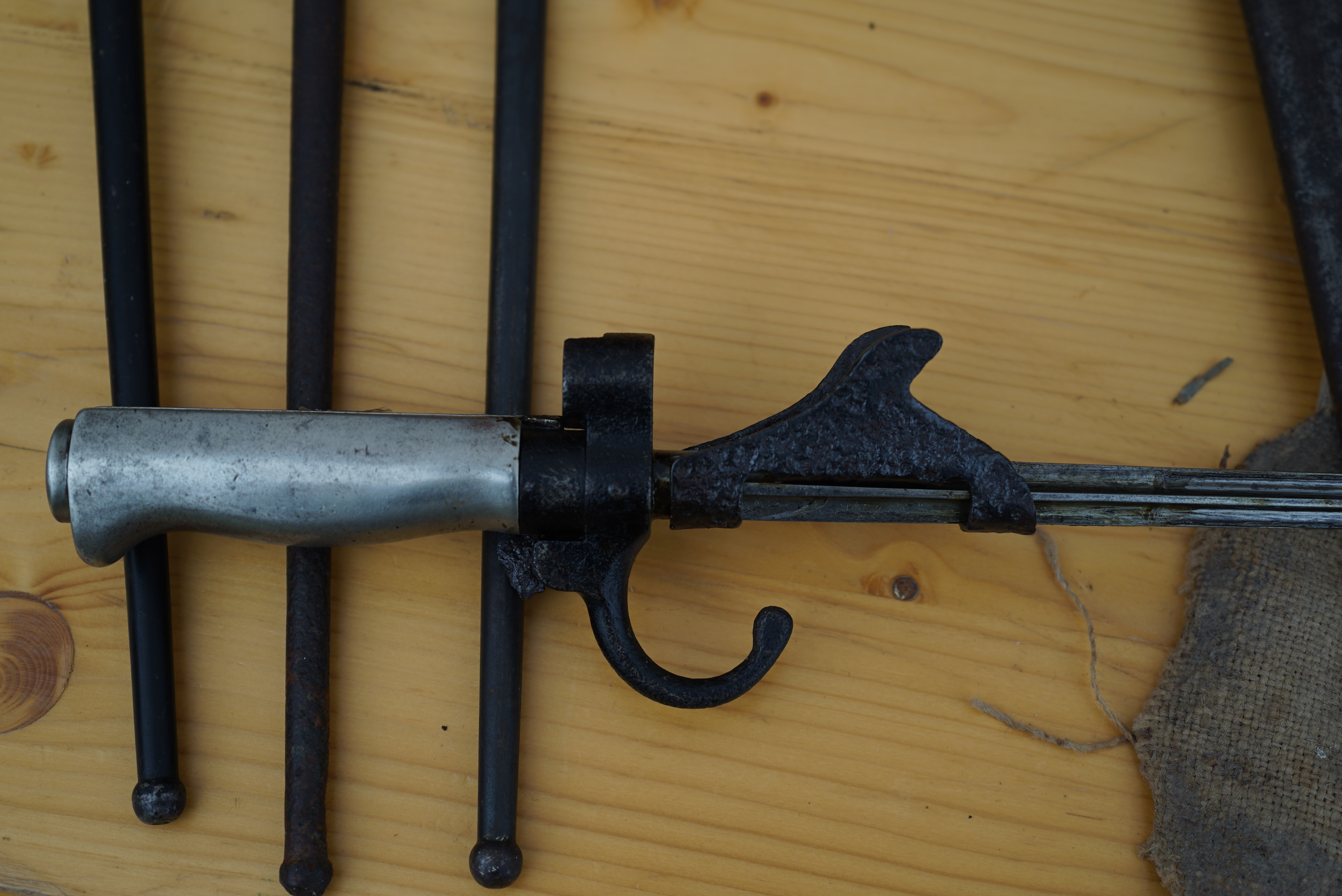
Charakterystyczne ramię jelca – profil prawy

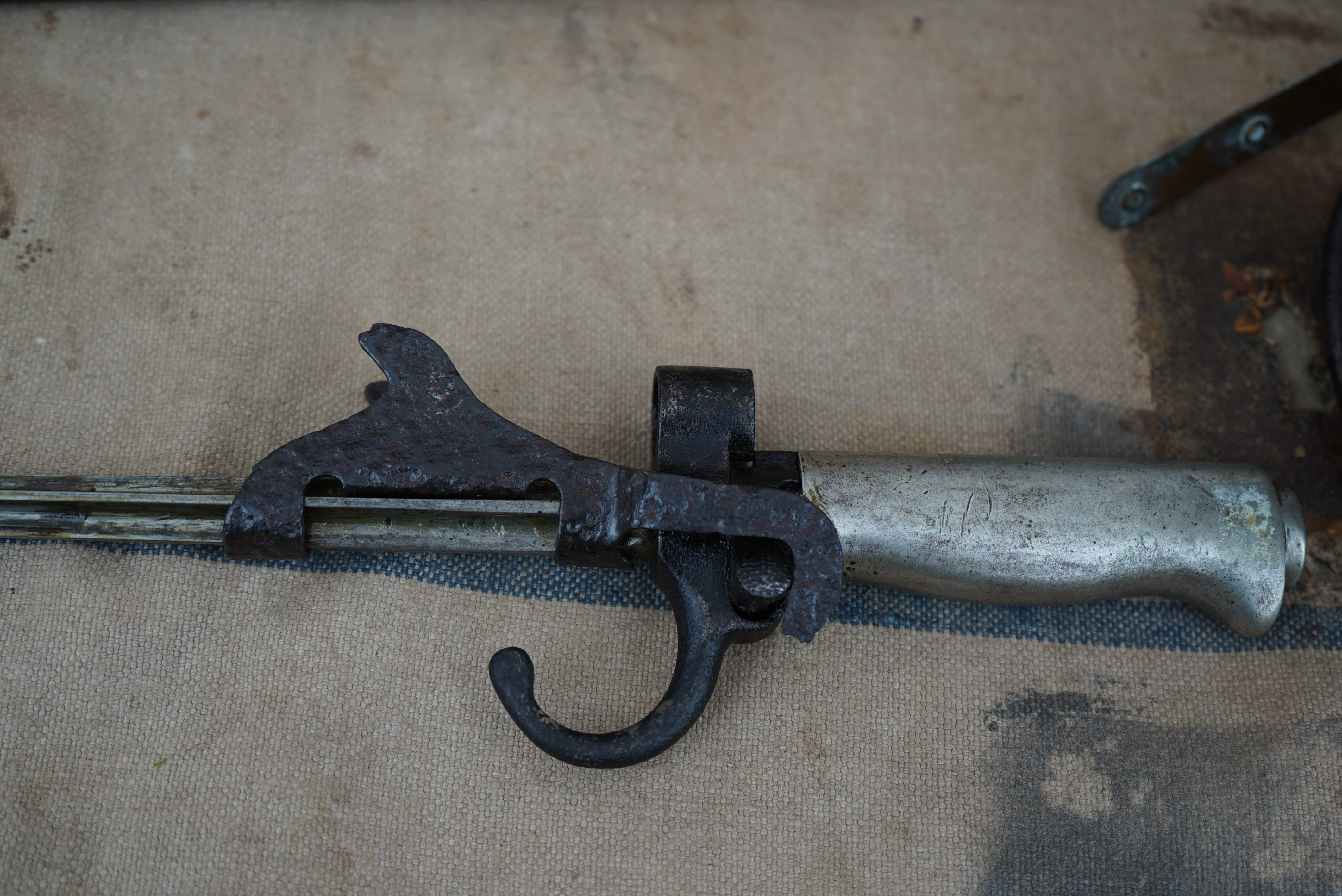
Charakterystyczne ramię jelca – profil lewy

Bagnet Mle 1886 (fr. Épée–baïonnette Modèle 1886, pol. Bagnet–szpada wzór 1886, pot. Rosalie) – francuski bagnet opracowany w państwowej fabryce zbrojeniowej Manufacture d’armes de Châtellerault (MAC), stosowany do karabinu powtarzalnego Lebel Mle 1886.

Pierwszy francuski bagnet mocowany pod lufą karabinu (wcześniejsze modele mocowano z boku lufy). Bagnet ten cieszył się sympatią francuskich żołnierzy, a w czasie I wojny światowej w żołnierskim żargonie nadano mu pieszczotliwe żeńskie imię „Rosalie” (Rozalia). Poeta Théodore Botrel ułożył o nim poemat, do którego żołnierze dopisali muzykę, czego efektem było powstanie popularnej piosenki pod tym samym tytułem (która według obiegowych opinii miała być śpiewana we francuskich okopach równie chętnie jak hymn Francji). Poniższy cytat poematu składa się z kilku strof: 

Rozalio o tobie pieśń śpiewamy na twoją cześć. Nalejmy więc! Manierkę każdy ma, wychylmy ją do dna! Rozalię widzimy stale, w jej sukni – futerale. Nalejmy więc! Do stóp tę suknię ma, wypijmy aż do dna! Rozalia jest tak piękna i dla kochanka wdzięczna. Nalejmy więc! Miliony wielbicieli ma, wypijmy aż do dna! Sławna siostra Rozalia miecza Durandala. Nalejmy więc! O chwałę naszą dba, wypijmy więc do dna!

## Konstrukcja
Bagnet ważył 400 gramów, mierzył 640 milimetrów długości, a jego czworograniasta w przekroju i nadająca się tylko do kłucia głownia mierzyła 520 milimetrów długości. Jelec posiadał pierścień do osadzenia na lufie, a jego długie ramię zagięte było ku głowni która posiadała krótki gwintowany trzpień, na który nasadzano jelec zespolony ze sprężynującym urządzeniem blokującym. Następnie nakręcano wykonany z melchioru (stop miedzi z niklem, cynkiem i żelazem) trzon rękojeści, który dopasowany był do kształtu dłoni, a płasko ścięty grzbiet mieścił na całej długości kanał odpowiadający występom u spodu lufy. Pomiędzy rękojeścią a jelcem znajdowało się urządzenie blokujące w postaci ruchomego pierścienia ze sprężyną, zaskakujące za przedni występ pod lufą. Dodatkowe mocowanie zapewniała płaska okrągła głowica, która wchodziła w gniazdo przedniego bączka karabinu. Takie osadzenie (pierścień jelca i gniazdo bączka + występy lufy umieszczone w prowadnicy rękojeści), było bardzo solidne w przeciwieństwie do głowni, która była cienka i podatna na zgięcie lub złamanie. Z tego powodu głownia podczas I wojny światowej była nierzadko skracana w polowych warsztatach do około 340 milimetrów długości, co czyniło bagnet mierzący po skróceniu 460 milimetrów, bardziej praktycznym do walki w ciasnych okopach. Na podstawie ówczesnych źródeł można stwierdzić, że rany zadane tym bagnetem były bardzo groźne i często śmiertelne.
W kolejnych latach wprowadzono drobne modyfikacje: usunięto między innymi charakterystyczne haczykowate przednie ramię jelca służące do ustawiania karabinów w kozły, które okazało się zupełnie niepraktyczne podczas walki w ciasnych przestrzeniach, utrudniając poruszanie się w transzejach i zahaczając o zasieki. Od końca 1914 roku stosowano rękojeści wykonane z mosiądzu lub brązu. Niemały wpływ na modyfikacje miało uproszczenie procesu produkcji i tocząca się wojna, która wymusiła przejście Francji do gospodarki wojennej, w której liczył się każdy frank.

### Modernizacja wojenna

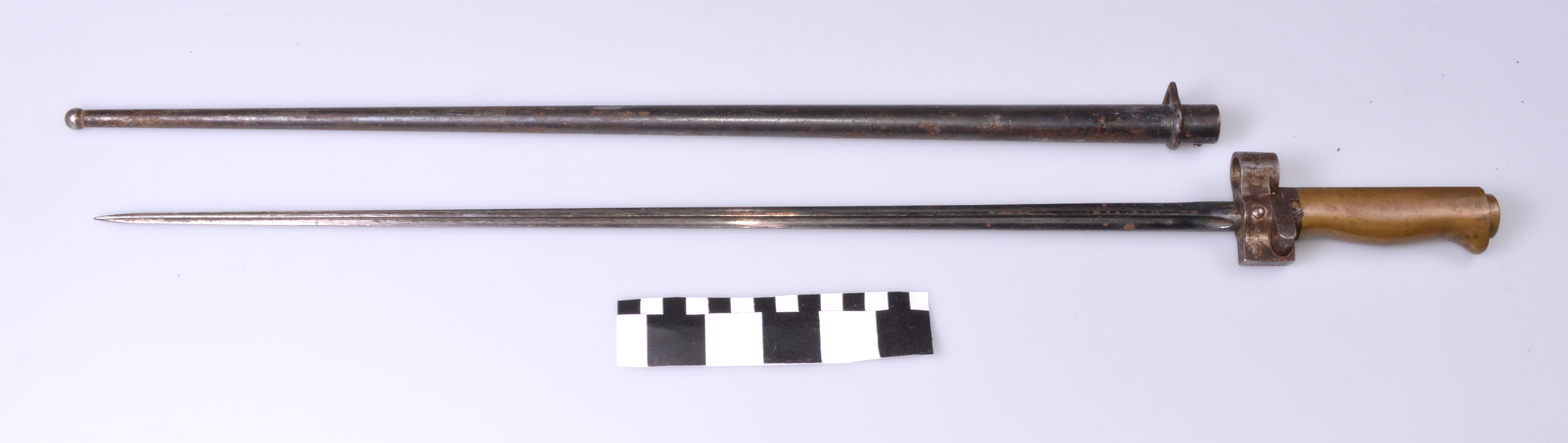
Bagnet Mle 1886 po modyfikacji w 1915 roku

Od 1915 roku bagnet produkowano ze zmodyfikowanym jelcem, pozbawionym ramienia, które usuwano także z egzemplarzy przedwojennej produkcji – tak zmienioną broń zaczęto oznaczać jako Modèle 1886 Modifié 1915. Latem 1917 roku zaczęto stosować rękojeści wykonane ze stali i żeliwa (żeliwne okazały się najłatwiejsze w produkcji dla prywatnych firm kooperujących z francuskimi państwowymi fabrykami zbrojeniowymi). Bagnet Mle 1886 stosowano także do powtarzalnych karabinów systemu Berthiera oraz do samopowtarzalnych karabinów RSC Mle 1917, używano go więc także podczas II wojny światowej.

## Bagnet Mle 1886 w Wojsku Polskim
Bagnet Mle 1886 przybył do Polski w 1919 roku wraz z Błękitną Armią dowodzoną przez generała Józefa Hallera, która uzbrojona była we francuskie karabiny Lebela. W roku 1920 podczas wojny polsko-bolszewickiej zakupiono we Francji znaczną liczbę zmodernizowanych podczas I wojny światowej karabinów Lebel oznaczonych jako Mle 1886/93/16 wraz z bagnetami. Przed wybuchem II wojny światowej w magazynach Wojska Polskiego znajdowało się 237 000 bagnetów Mle 1886.